# Juan Pérez de la Serna
Juan Pérez de la Serna, född omkring 1573 i Cervera del Llano i Spanien, död 8 augusti 1631 i Zamora, Spanien, var den sjunde ärkebiskopen av Mexiko.
Hans ämbetsperiod sträckte sig från den 13 maj 1613 till 19 juni 1627. Han är känd för sin konflikt med Diego Carrillo de Mendoza y Pimentel, vicekung av Nya Spanien.